# Ahor
Ahor fou un antic principat de l'Índia, governat per la noblesa de segona classe del Mewar. El formaven 10 poblets al districte de Jalore, al Jodhpur, en el modern Rajasthan. La capital era Ahor.

## Història
El seu origen cal situar-lo en el principat d'una branca dels rajput rathor a la pargana de Jodhpur, amb seu a Kakani, concedit al thakur (noble) Aai Dan pel maharaja Jaswant Singh de Merwar el 1662. Els mongols el van confiscar el 1678 però la família va conservar diversos territoris (Kharda, Sirana, Khejarli, Rajod, Auwa, Bithoda, Divandi, Bamsin, Bato, Janiwara, Harji, Lambia, Badso i Bhiiwalia). El 1706 el fill d'Aii Dan, Jagannath Singh va rebre Ahor del maharaja Ajit Singh de Merwar, després de la batalla de Dunada. Kakani va passar a una branca secundària iniciada pel seu fill Mohkam Singh, per concessió del maharaja de Jodhpur el 1751. Un besnet de Jagannath Singh va iniciar la línia de prínceps de Chiparwa al final del segle XVIII. Altres dos fills de Jagannath Singh van iniciar les branques de prínceps de Budhtara (1733) i Barwa (1751). Jagannath fou succeir pel seu fill Ranchor Das que va rebre Bhanswara, Bhanli i Paota del maharaja de Jodhpur; altres germans van rebre principats, entre els quals el de Rakhi que fou confiscat al segon takhur. El takhur Onad Singh va rebre diversos poblets del maharaja però després del 1815 fou desposseït i va deixar Ahor i es va establir a Kotah on va rebre el príncipat de Sarthal (prop de Jhalawar) de Ummed Singh de Kotah, que la família va conservar quan va recuperar Ahor uns anys després, passant al segon fill Prem Singh, mentre el gran Shaktidan Singh rebia Ahor. Un membre no sobirà de la branca de Sarthal va retornar al tron d'Ahor per adopció.

## Llista de prínceps (thakur)
- Jagannath Singh
- Ranchor Das,
- Bihari Das
- Raj Singh
- Onad Singh
- Shaktidan Singh
- Jaswant Singh
- Lal Singh
- Bhawani Singh (adoptat, de la branca de Sarthal)
- Rawat Singh
- Narpat Singh